# Vinícius Louro
Marcus Vinícius de Oliveira Pereira, conhecido politicamente como Vinicius Louro (Pedreiras, 24 de janeiro de 1981), é um político brasileiro. Filiado ao PL, atualmente é Deputado Estadual no Estado do Maranhão
É filho do ex-prefeito de Pedreiras e ex-deputado estadual, Raimundo Loro.
Formado em direito, foi vice-prefeito de Trizidela do Vale e eleito, em 2014, como deputado, obtendo 32.870 votos.
Foi reeleito em 2018, com 39.873 votos, pelo PR. Em 2022, recebeu 26.869 votos, não conseguindo se eleger.